# PFLP旅客機同時ハイジャック事件
PFLP旅客機同時ハイジャック事件（PFLPりょかくきどうじハイジャックじけん）は、パレスチナ解放機構（PLO）の下部組織であるパレスチナ解放人民戦線（PFLP）が1970年9月に起こした5機の旅客機に対する同時ハイジャック事件｡

## 概要

### 4機同時ハイジャック

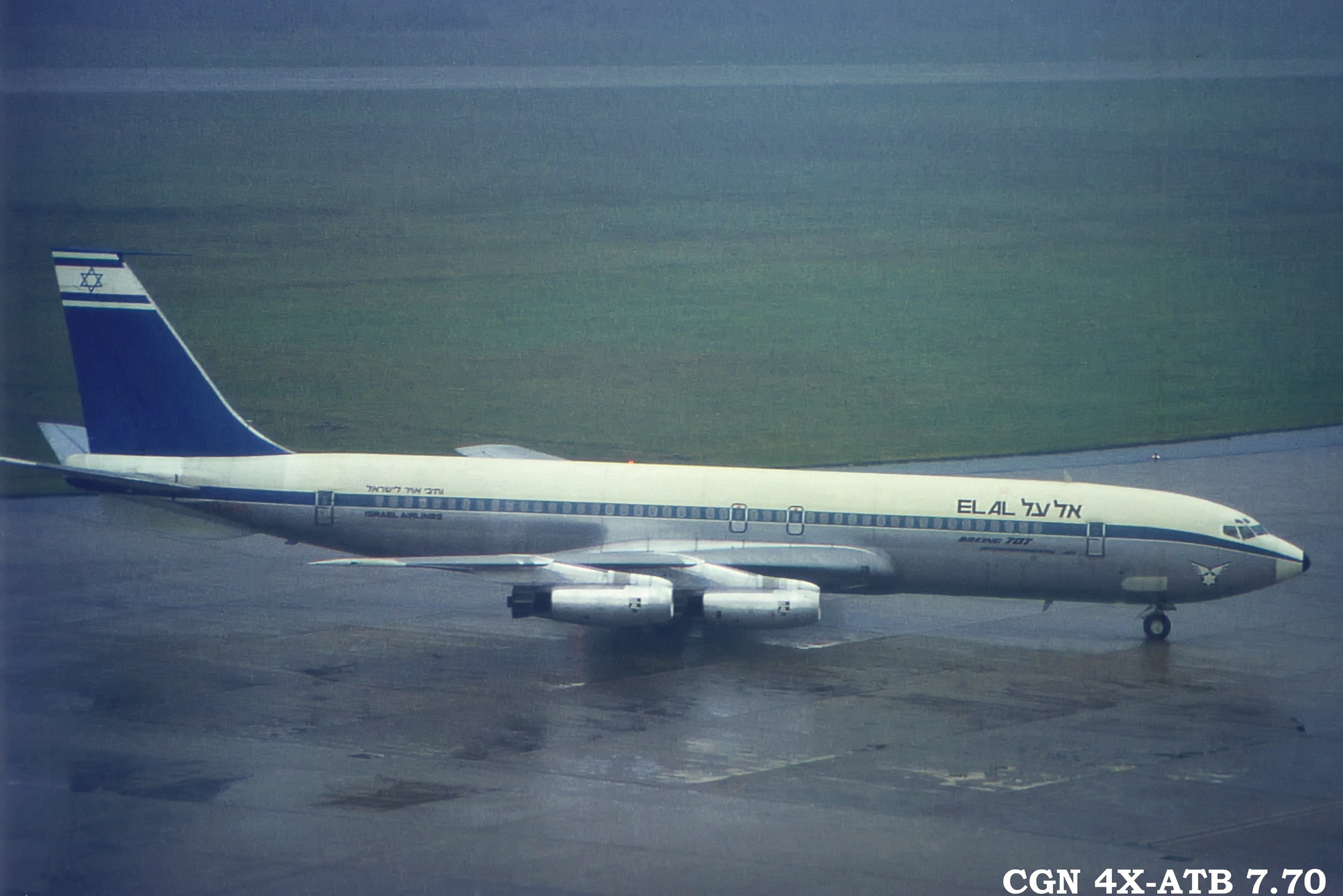
事件に巻き込まれたエル・アル航空のボーイング707

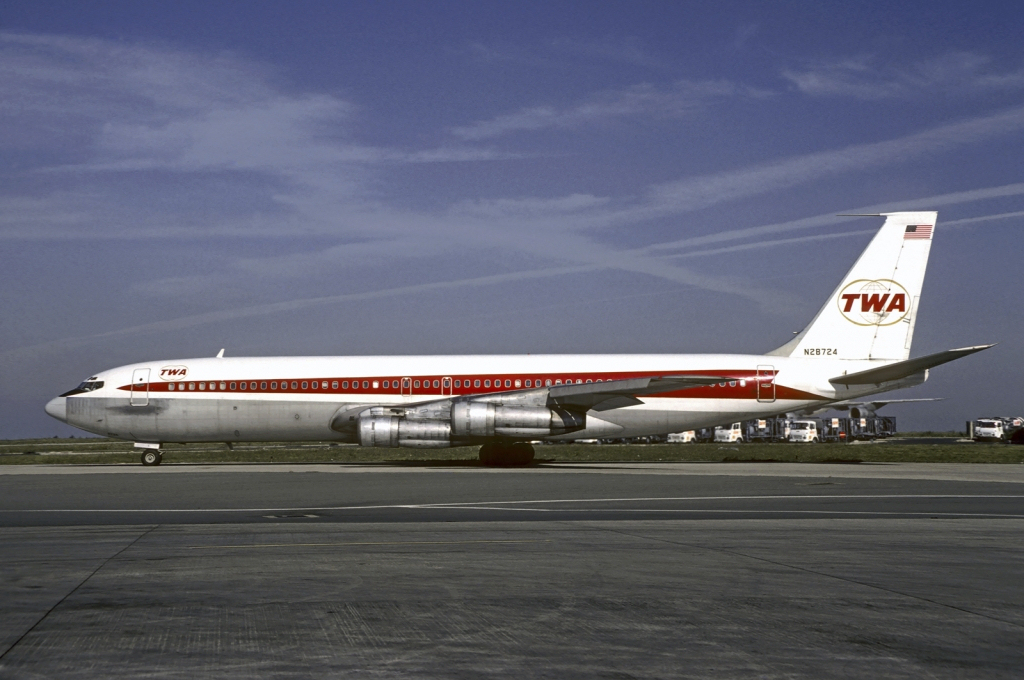
トランス・ワールド航空のボーイング707

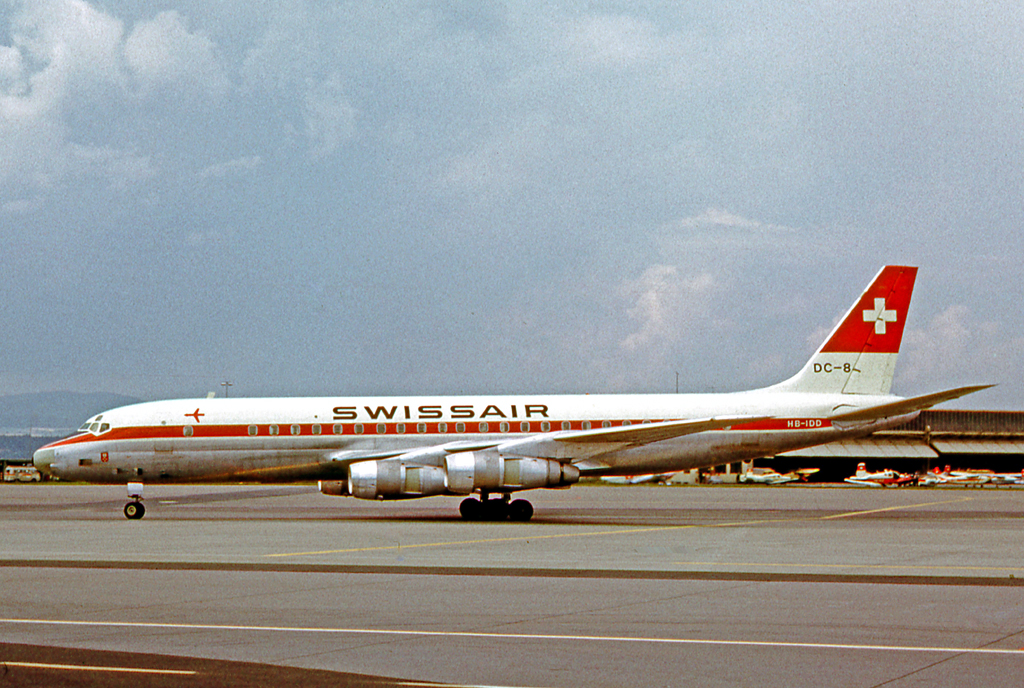
事件に巻き込まれたスイス航空のDC-8

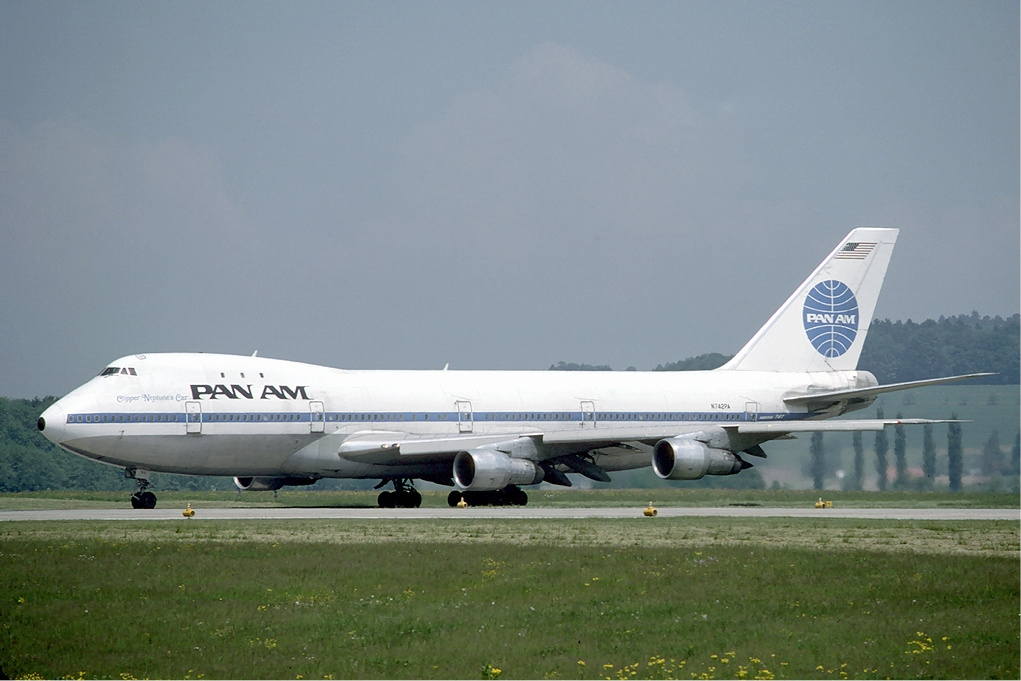
パンアメリカン航空のボーイング747

1970年9月6日に、ヨーロッパの各都市からアメリカのニューヨークのジョン・F・ケネディ国際空港に向かった西側諸国の航空会社の4機の旅客機（イスラエルのエル・アル航空機、アメリカのトランス・ワールド航空機、スイスのスイス航空機、アメリカのパンアメリカン航空機）が、1960年代後半より西側諸国の旅客機に対するハイジャック事件や旅客機爆破事件を起こしていたパレスチナのテロ組織である「PFLP」率いる犯人グループに同時にハイジャックされた。
- エル・アル航空219便：ボーイング707-320型機（機体記号4X-ATB）、テルアビブ発アムステルダム経由ニューヨーク行き。乗客138人、乗員10人（私服警備員を含む）。
- トランス・ワールド航空741便：ボーイング707-320型機（機体記号N8715T）、フランクフルト発ニューヨーク行き。乗客144人、乗員10人。
- スイス航空100便：ダグラス DC-8-53型機（機体記号HB-IDD）、チューリッヒ発ニューヨーク行き。乗客145人、乗員8人。
- パンアメリカン航空93便：ボーイング747-100型機（機体記号N752PA）、アムステルダム発ブリュッセル経由ニューヨーク行き。乗客136人、乗員17人。

これら4機のハイジャックされた旅客機が、第二次世界大戦時に、当時イギリスの統治下にあったヨルダンの首都アンマンから約50キロの距離にあるザルカ近郊の砂漠地帯に作られ、終戦後は使用されず当時は廃墟となっていた旧イギリス軍のドーソン基地をそのまま転用した「革命空港」（命名者はPFLP創設者の1人のワディ・ハダド）に向かうように命じられたことからこの事件が始まった。
なお、「革命空港」がおかれていたザルカ近郊とその一帯は、ヨルダン国内にあったものの、当時は同国の元首であるフセイン1世国王の黙認の元に独自の軍隊を置き、一部地域の統治を無断で行うなどヨルダン国内において我が物顔で活動を行っていたPFLPとその一派が統治しており、ヨルダン政府および政府軍の統治は及んでいなかった。

### 2機のハイジャックの失敗

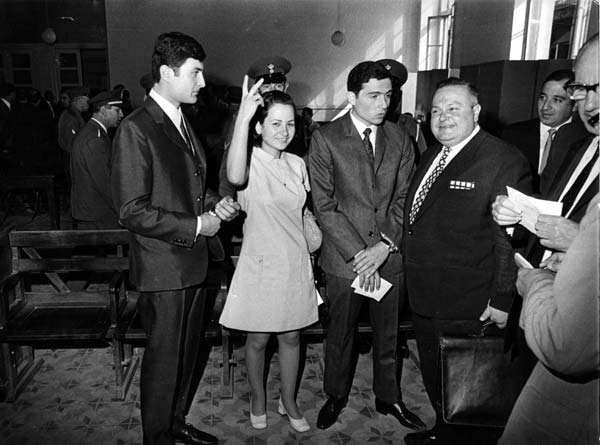
ライラ・カリド（中央）

4機のハイジャックされた旅客機のうち、トランス・ワールド航空のボーイング707とスイス航空のダグラスDC-8に対するハイジャックは成功し、ヨルダン方面に行き先を無理やり変更され、6日中にPFLPの別動部隊が待ち受ける「革命空港」に強制着陸させられた。
しかし、エル・アル航空のボーイング707においては、アムステルダム国際空港を出発して間もなく、犯人の稚拙な行動により、ハイジャック活動が行われることが事前に一部の乗客や客室乗務員らに感知された上に、ハイジャックを警戒して便乗していたイスラエルのスカイマーシャルが、客室乗務員からの通報を受けて2人のハイジャック犯のうち1人を射殺し、残る1人も飛行機の機内における銃撃戦の末に乗客や乗員らが取り押さえ、その後ロンドンのヒースロー空港に緊急着陸したことにより失敗に終わった。
さらに、パンアメリカン航空のボーイング747も、ハイジャック後にナローボディの他機種に比べて機体重量がかさむために、滑走路が舗装されていない革命空港には着陸できないと判断されて、運航乗務員の判断でエジプトのカイロ国際空港に向かった。そこで乗客乗員を解放した後に爆破され、その後犯人グループが投降、直ちに現地の警察に逮捕されたことで失敗に終わった。
なお、エル・アル航空機の犯人グループ2人のうち生き残り捕らえられた1人は、1969年8月29日に発生したローマ発アテネ行きのトランス・ワールド航空840便ハイジャック事件の成功により、PFLPの女性テロリストとして世界的に著名になったライラ・カリドであった。
また、射殺されたもう1人もニカラグアの反政府ゲリラ組織で、PFLPと協力関係にある「サンディニスタ民族解放戦線」のテロリストとして世界的に著名なニカラグア系アメリカ人のパトリック・アルゲーロであった。

### 5機目のハイジャック(英国海外航空機)

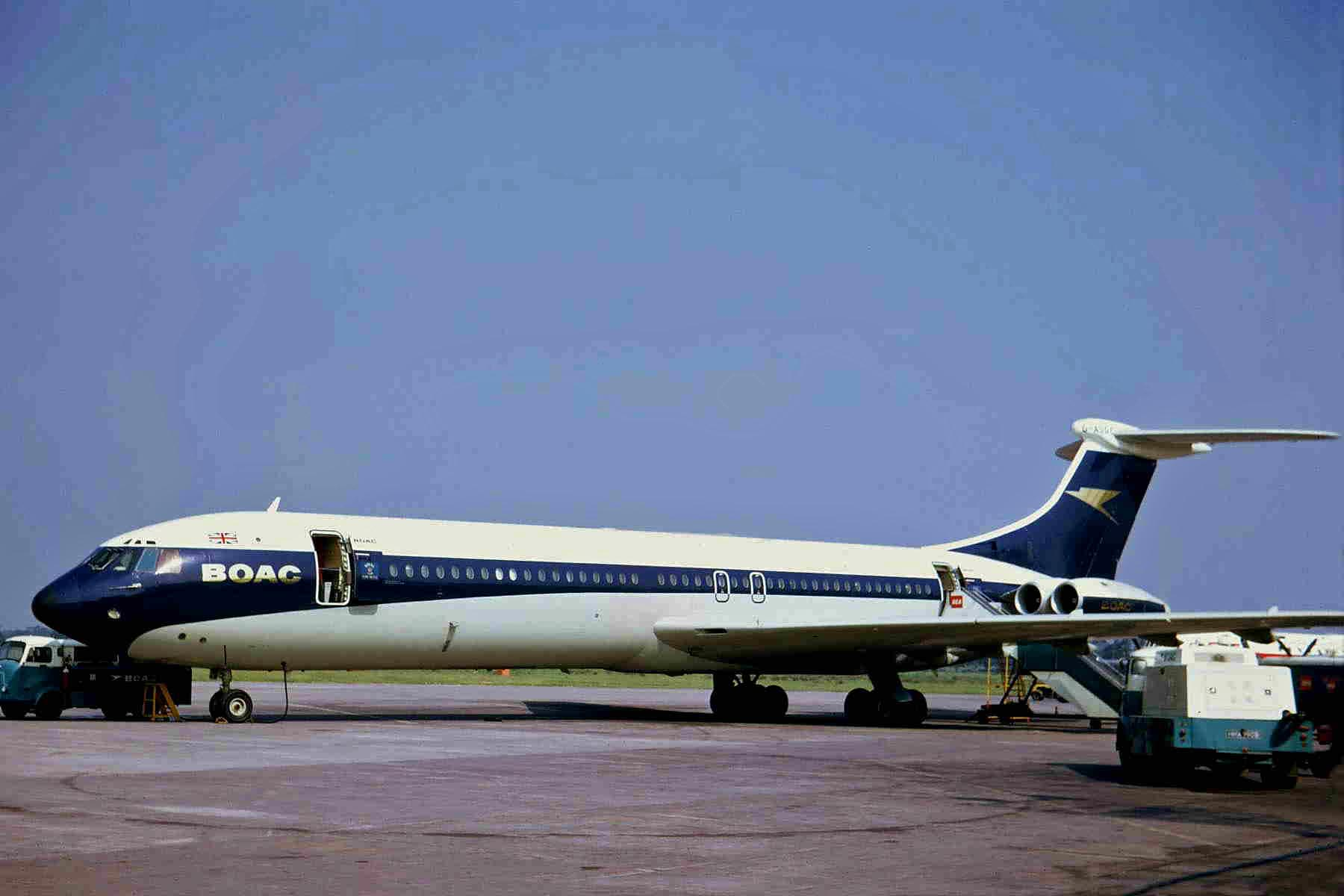
英国海外航空のヴィッカースVC-10

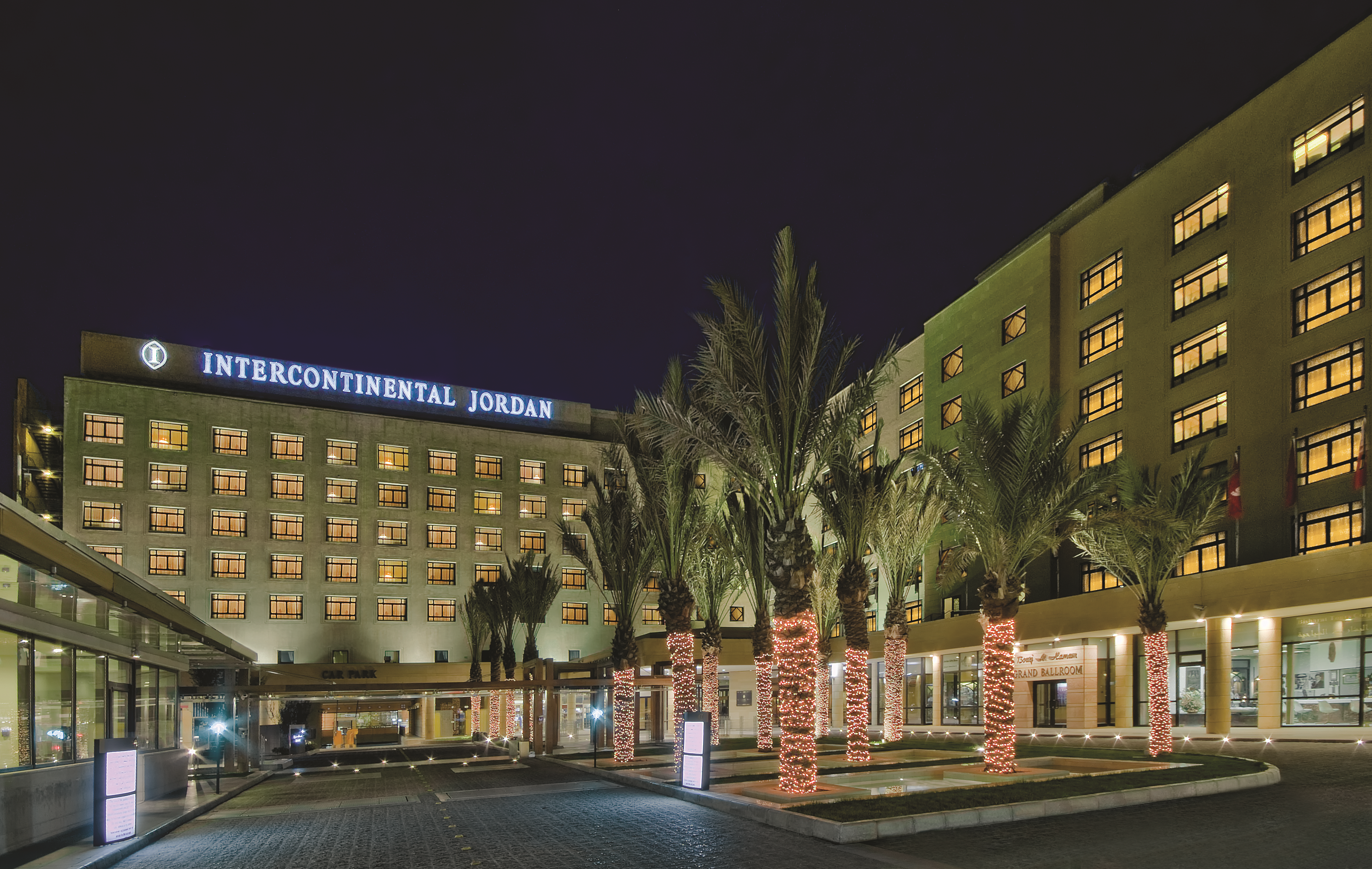
アンマンのインターコンチネンタルホテル

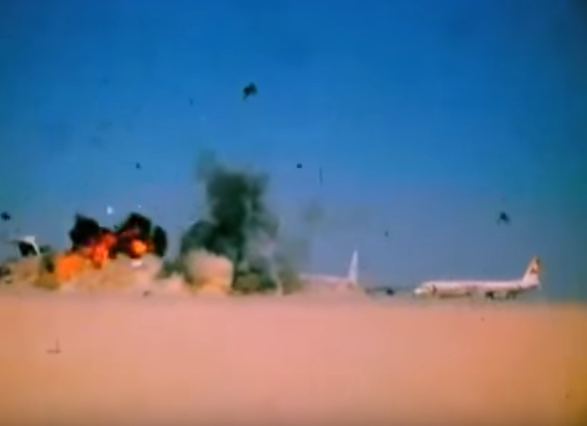
爆破の瞬間

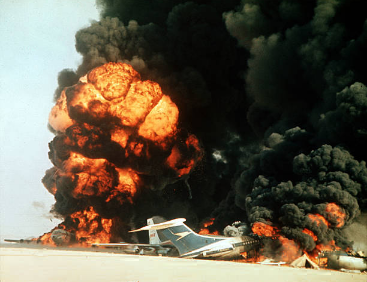
爆破された英国海外航空のヴィッカースVC-10とトランスワールド航空のボーイング707

ハイジャックが成功し「革命空港」へ強制着陸させられたトランス・ワールド航空機とスイス航空機の機体には、「PFLP」の文字と標語が書き込まれた。
その後、人質のうちイスラエル人とユダヤ系、西ドイツ人、イギリス人、アメリカ人、スイス人と2機の乗務員を除く125人はPLO及びPFLPの手によって選別され、翌9月7日にアンマン市内にあるパンアメリカン航空が経営するインターコンチネンタルホテルへと移送され解放されることとなった。
その後の9月9日には、バーレーン発ベイルート経由ロンドン行きの英国海外航空775便（ヴィッカースVC-10型機、機体記号G-ASGN）も同じくPFLP率いる犯人グループにハイジャックされて、他の2機と同じくヨルダンの「革命空港」に強制着陸させられ、乗客105人と乗員9人が人質にされた。

### 要求と交渉
PFLPは「革命空港」周辺に集まった世界各国のメディアに対して、パレスチナ問題に対する自らの主張を述べた上で、イスラエルや西ドイツ、スイス、イギリスなどの西側諸国に捕らえられているPFLPメンバーを含む「同胞」（ハイジャックに失敗したエル・アル航空機の犯人のライラ・カリドなどのテロリストを含む）の解放を要求し、「要求が聞き入られない場合は人質もろとも航空機を爆破する」と通告した。
これに対して、スイスやイギリス、西ドイツの各政府は9月8日にはPFLPとの交渉を開始したが、PFLPの存在を公式に認めていないイスラエル政府は交渉のテーブルにつくことを拒否したために、イスラエル政府の事実上の代理として国際赤十字委員会らがPFLPとの交渉にあたることになった。
交渉期限は9月10日までとされたが、9月10日の当日までに国際赤十字委員会からの要請に答えるものとして爆破期限は72時間延長された。
自国機をハイジャックされたアメリカ政府はリチャード・ニクソン大統領やヘンリー・キッシンジャー大統領補佐官の指示の元、地中海に展開するアメリカ海軍の第6艦隊やトルコのインシルリク空軍基地に展開する航空部隊を臨戦状態に置いたことをあえて発表し、PFLPに対して軍事的恫喝を行ったが、実際には攻撃を行わなかった。
着陸先に指定されたヨルダンはフセイン1世国王の黙認、庇護の下でアンマンにPFLPとPLOの拠点を置かせていた支援者の側面もあったが、近年ヨルダン国内でのPFLPの軍事的行動を含む好き勝手な活動には、フセイン1世は強い不満も募らせていた。
その上で国際ハイジャックという世界的問題となる行動を起こし、ヨルダン国家と国王を窮地に陥れたことにフセイン1世は激怒し、これまでの態度を一変させ、ヨルダン陸軍と国王守備隊を中心とした軍隊を「革命空港」の周辺に配置し、PFLPに対して軍事力を背景にした交渉を行った。
なお、9月11日には残る人質のうち女性と子供を中心とした一部が解放され、先に解放された人質達と同じくアンマン市内のインターコンチネンタルホテルへPLO及びPFLPの手により移送され解放されたが、イスラエル人及びユダヤ系の人質と乗務員の計56人は、「政治的な側面」から解放されなかった｡

### 人質解放
その後も国際赤十字委員会のみならず、ヨルダンやスイス、アメリカやイギリスなどの当事国や、PFLPの実質的な「後見人」であるシリアやソビエト連邦政府まで巻き込んだ交渉が行われた。
そして9月12日に「人質の解放と同時に、各国に収監されているPFLPの活動家とエル・アル航空ハイジャックの実行犯（カリド）が釈放される」とPFLPのスポークスマンから発表された後に、残る全ての乗客、乗務員が解放された。

### 爆破
人質は全員無事に解放されたものの、その後「イスラエルと国際社会の対応に対する抗議」として、ヨルダンの「革命空港」に強制着陸させられ駐機していた3機の旅客機が、各国のメディアの目前で次々に爆破された。
その瞬間の映像は世界各国で繰り返し放映され、1970年代に起きた一連のPFLPによるハイジャック活動、そしてパレスチナ解放運動そのものを象徴する映像として、世界各国で長く記憶にとどめられることになる。
ハイジャックされた挙句4機の旅客機を爆破され、乗客と乗員を長時間拘束された結果、当時の日本円で約180億円の大損失（パンアメリカン航空機を除く3機分）となり、TWAとスイス航空、英国海外航空とパンアメリカン航空の各航空会社と、保険会社にとっては悲惨な事件となった。

## その後

### 安全対策

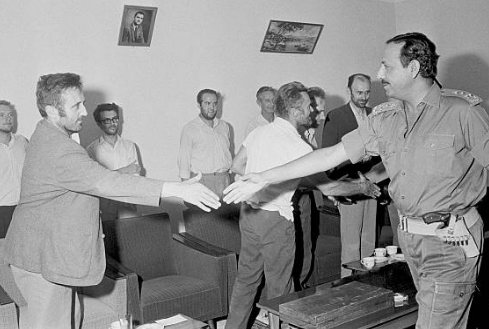
解放された人質を見舞うヨルダン軍将校

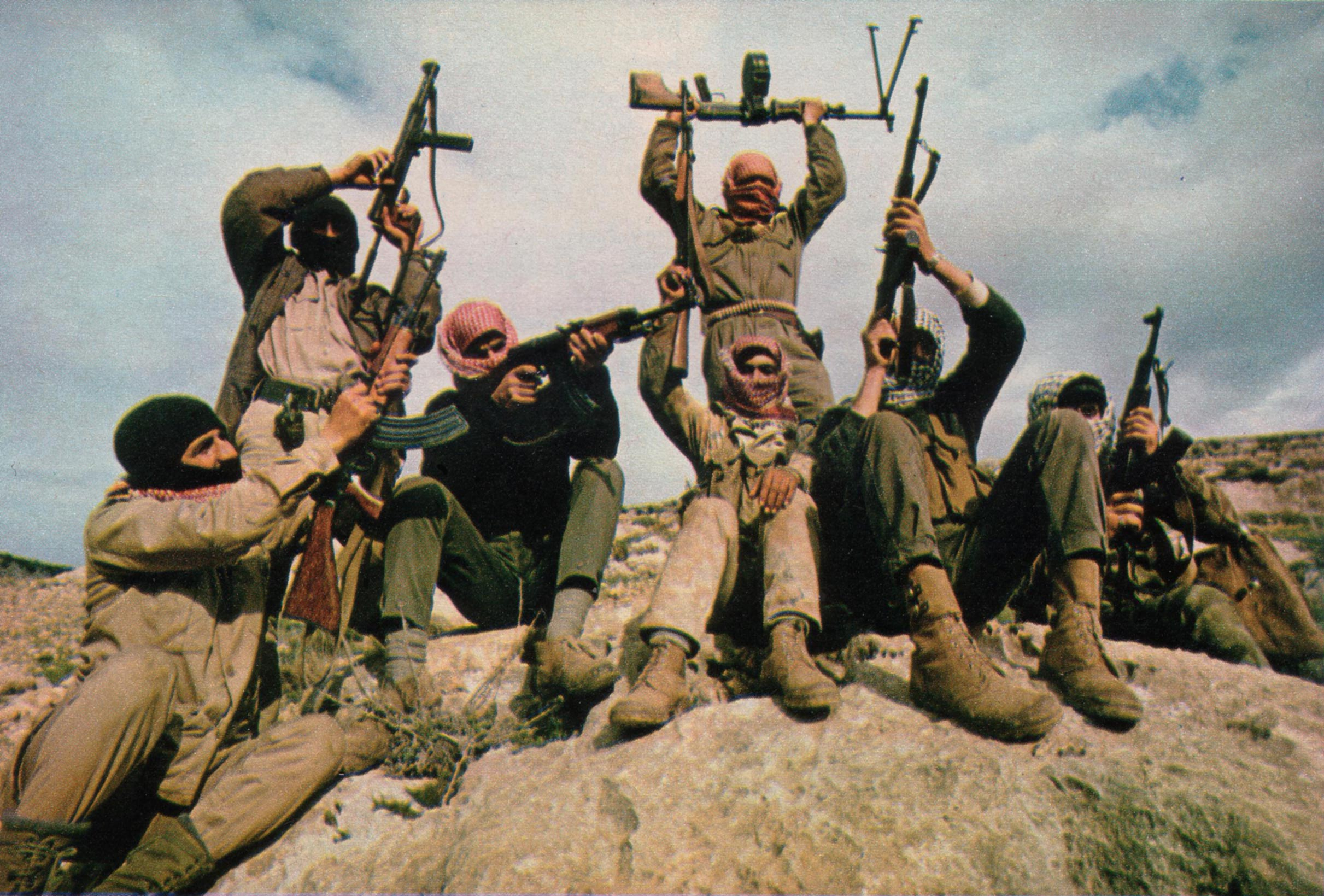
PFLPの兵士

最大の被害国だったイギリスとスイス両政府は、旅客機をベイルートとカイロの両空港を避ける航路を定め、アメリカ政府も、9月12日から海外便に銃装備した2人1組の警備官を搭乗させる対策をとった。
直接の被害国ではないフランスやスペインでも、空港に金属探知機を備え付けて乗客の武器を搭乗前に摘発するようにした。

### ヨルダン内戦勃発
同時ハイジャック事件は解決したが、フセイン1世国王の黙認のもとヨルダンに活動拠点を置いていたにもかかわらず、王制を否定するマルクス・レーニン主義を標榜し、「社会主義革命によるパレスチナ解放」を目標と称してヨルダン国内でも反王制的な態度を取り続けた挙句、この様な事件を自国内で起こしたPLO及びPFLPに対する怒りが収まらないフセイン1世国王は、PLO及びPFLPを自国内から排除することを画策し、9月14日にヨルダン全土に戒厳令を敷いた。
9月17日にはヨルダン陸軍とベドウィン部隊を中心とした国王守備隊が首都のアンマンに進出した。事件発生以前よりアンマン市内の一部を占拠していたPLO及びPFLPへの攻撃を開始しヨルダン内戦が勃発した。
その後両者の戦闘はヨルダン各地に波及し、圧倒的な軍事力と国民からの支持を持つヨルダン軍に対してPLOは敗走を重ねる。しかしこれに対して、かねてからヨルダンと対立していた上に、（ソビエト連邦からの後援を受け）PLO及びPFLPに対する支援に積極的な隣国のシリアのヌーレッディーン・アル＝アターシー大統領が、陸軍部隊をヨルダン領内に侵入させたことなどを受けて、ヨルダン国内は混乱状態に陥った。
さらに、かねてからPLOの姿勢に懐疑的であったシリア空軍司令官のハーフィズ・アル＝アサドは、アターシー大統領の出動命令を拒否した。
この様な状況に対応して、アメリカは再び空母を中心とする艦隊を地中海のイスラエル沖に派遣し、ヨルダンとフセイン1世国王を援護する姿勢を見せるとともに、シリア（とその後援者のソビエト連邦）を牽制した。同時にイスラエルは陸軍部隊をゴラン高原に展開しシリア軍に対しての警戒を強めるとともに、シリアに対しプレッシャーを与えたが、両軍ともに戦闘を行うことは無かった。

### 停戦とPLO追放
その後、「ヨルダンとシリアによる全面的戦争状態への突入」、「イスラエルとシリア間の開戦」というような事態への拡大を恐れたアメリカやソビエト連邦の意を汲んだエジプトのナセル大統領がヨルダンとシリア、PLOの仲介に入った。その結果、PLOの受け入れを表明したレバノンへPLOが本部を移転させることで合意し、9月27日に停戦となった。

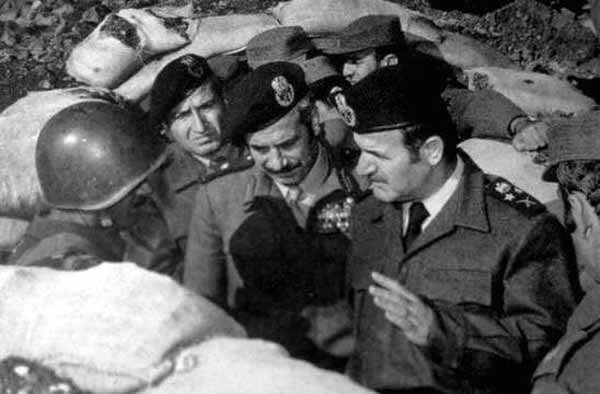
ハーフィズ・アル＝アサド（右）

しかしこの敗北とその後の本部移転の合意を受けて、長年本拠地を置いていたヨルダン国内から追放されたPLOおよびPFLPは、その後暫くの間活動の縮小を余儀なくされた。またヨルダンおよびフセイン1世国王は、アラブ連盟の総意で設立されたPLOを攻撃したことで、連盟各国から強い非難を浴びることとなる。

### シリアのクーデター成功
さらに、シリア軍のヨルダン侵攻時に空軍機の出動命令を拒否したアサド空軍司令官が、休戦後の11月に軍事クーデター（矯正運動）を起こしてバアス党の指導者サラーフ・ジャディードとアターシー大統領を追放した。
その後アサド空軍司令官はシリア全権を握り大統領に就任し、その後もPLOと対決姿勢を取ったことで、PLOはレバノンへと追いやられることとなっただけでなく、シリアという大きな後ろ盾も失うこととなった。

### 「黒い九月」

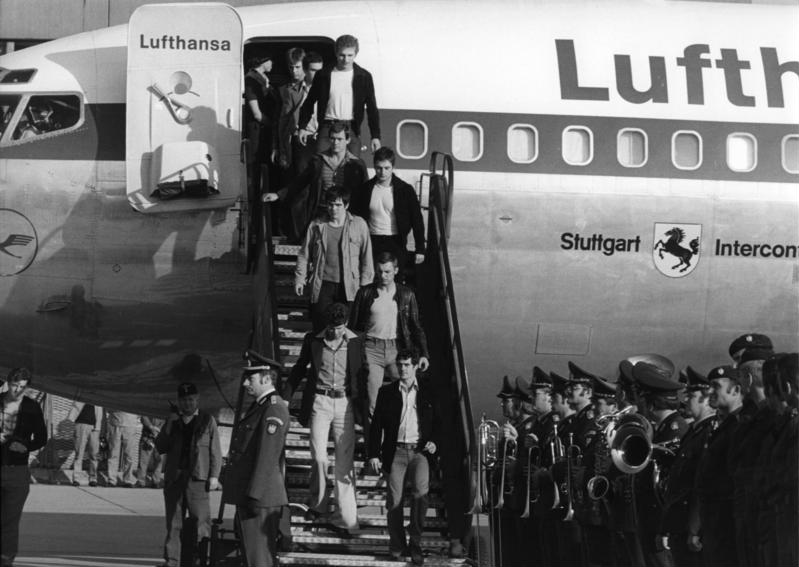
ルフトハンザ航空機ハイジャック事件解決後に解放された人質

その後、移転先のレバノンで活動を始めたPLOは、この一連の事件を「黒い九月」（ブラックセプテンバー）と呼び、その最大派閥ファタハが結成した秘密テロ組織のグループ名とした。
その後「黒い九月」はこの一連の事件に対する「報復」として、1972年ミュンヘンオリンピックにおいてイスラエル選手団を襲撃、選手団全員を殺害するいわゆる「ミュンヘンオリンピック事件」を起こした。
またその後活動を復活させたPFLPも、友好関係にあった日本赤軍の丸岡修を含む混成メンバーが、1973年7月20日に日本航空機をハイジャックした「ドバイ日航機ハイジャック事件」を起こしたほか、1974年にも同じく日本赤軍とともに「シンガポール事件」や「在クウェート日本大使館占拠事件」を起こし、1977年10月13日にはドイツ赤軍（バーダー・マインホフ・グループ）と共謀してルフトハンザ航空機ハイジャック事件を起こすなど、日本赤軍やドイツ赤軍（とそれらを支援した東側諸国）などとともに、西側諸国の航空機や施設に対する数件のテロ事件を行っている。